# Північно-Лінійна вулиця (Мелітополь)
Північно-Лінійна вулиця — вулиця в Мелітополі. Починається від 1-го провулка Чайковського, йде паралельно залізниці й закінчується на північній границі міста.

## Назва
Назва вулиці пов'язана з тим, що вона йде вздовж залізничної лінії та знаходиться в північній частині Мелітополя.
В інших частинах міста вздовж залізниці розташовані вулиці зі схожими назвами Лінійна, Південно-Лінійна, Західно-Лінійна, провулки 2-й Лінійний, 3-й Лінійний, 4-й Лінійний, 1-й Північно-Лінійний, 2-й Північно-Лінійний.

## Історія
Перша відома згадка вулиці датується 17 січня 1939 року.